# ダビド・メンデス・ダ・シルバ
ダヴィド・ミケル・メンデス・ダ・シルヴァ・ゴンサルヴェス（David Miquel Mendes da Silva Gonçalves、1982年8月4日 - ）は、オランダ・ロッテルダム出身の元同国代表サッカー選手、サッカー指導者。ポジションはMF及びDF。カーボベルデにルーツを持つ。

## 経歴

### クラブ
1999年に地元のスパルタ・ロッテルダムでキャリアを開始してから程なくして地位を確立していくと、新たなフランク・ライカールトと称賛を得るようになった。そんなメンデスに対し、2001-02シーズン開始前にニューカッスル・ユナイテッドFCとアヤックス・アムステルダムから獲得オファーが届くも残留を決意した。最終的に翌シーズン途中に期限付き移籍でアヤックスと契約するも怪我の影響からロナルド・クーマン監督の信頼を勝ち取ることが出来ず、出場数0でスパルタへの復帰が決定。2004年夏にNACブレダと4年契約を締結した。
NACで2季在籍後、2006年6月15日に同僚のユリアン・イェンネルと共にルイ・ファン・ハール監督率いるAZアルクマールと5年契約を締結。2008-09シーズンに28季ぶりのリーグ優勝に貢献したことでUEFAチャンピオンズリーグ 2009-10出場権を獲得。同大会では、2009年10月20日のアーセナルFC戦で試合終了間際に得点を挙げ、貴重な勝ち点を得るも、グループリーグ最下位に終わった。
2010年7月9日に同胞のフーブ・ステフェンス監督からの誘いに乗り、レッドブル・ザルツブルクと3年契約を締結。加入してすぐさま地位を確立したかに思われたが、慢性的な恥骨炎症や足首の負傷、その後も定期的な負傷により出場機会は限られたものとなり、2013年2月14日に双方合意で契約解除となった。
2013年7月4日にパナシナイコスFCと3年契約を締結。2015年10月30日、現役を引退すると共に同クラブのアシスタントコーチに就任することが発表された。
2016-17シーズンより現役復帰し、古巣であるスパルタに帰還した。

### 代表
世代別代表としては2001 FIFAワールドユース選手権に出場し、準々決勝のエジプト戦で敗退した。
2006年11月15日のイングランド戦へ向けて、マルコ・ファン・バステン監督の下でA代表に初招集されたが、同試合での出番は訪れなかった。2007年2月7日のロシア戦（4-1勝利）で63分にナイジェル・デ・ヨングと交代で初出場を飾った。その後、ベルト・ファン・マルヴァイク監督の下で2010 FIFAワールドカップへ向けた30人の候補に選出されたが、最終メンバー23人には入れなかった。

## タイトル

### クラブ
AZ
- エールディヴィジ : 2008-09
- ヨハン・クライフ・スハール : 2009

RBザルツブルク
- ブンデスリーガ : 2011-12
- ÖFBカップ : 2011-12

パナシナイコス
- キペロ・エラーダス : 2011-12